# Correggio (město)
Correggio je město v provincii Reggio Emilia v italském regionu Emilia-Romagna. Žije zde přibližně 25 000 obyvatel, rozloha města činí 77 km².
Osídlení zde existovalo již za dob Římské říše, později byla oblast obývána Langobardy. Ve středověku a na počátku novověku bylo Correggio centrem městského státu, který se v roce 1659 stal součástí Modenského vévodství.
Město je rodištěm řady osobností, včetně renesančního malíře Antonia Allegri da Correggio, atleta Doranda Pietriho nebo skladatele Bonifazia Asioliho.

## Externí odkazy

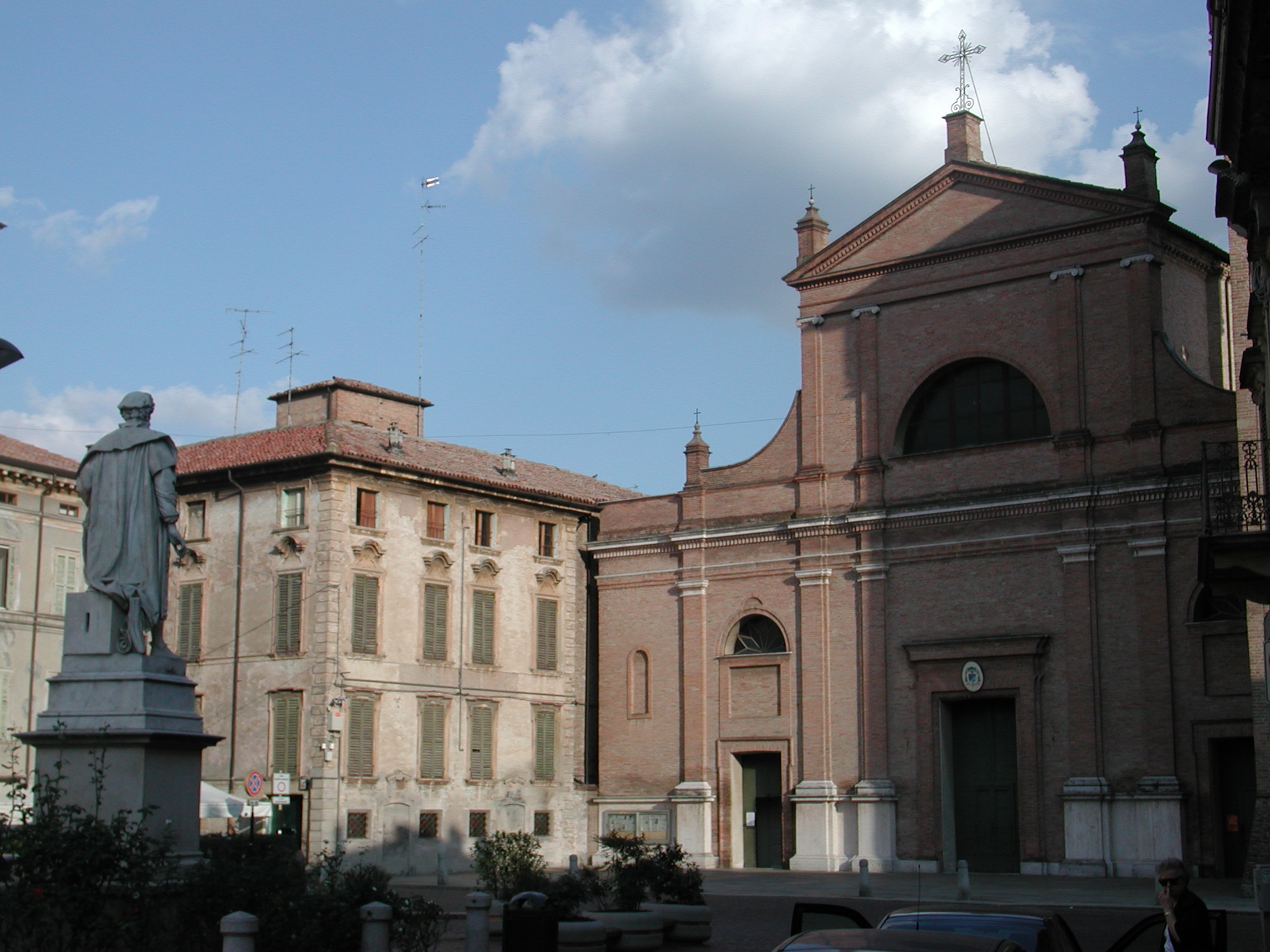
Correggio